# Schaereria brunnea
Schaereria brunnea är en lavart som beskrevs av C. Björk, T. Sprib. & T. Wheeler. Schaereria brunnea ingår i släktet Schaereria och familjen Schaereriaceae.   Inga underarter finns listade i Catalogue of Life.